# Shūgorō Yamamoto
Pour les articles homonymes, voir Yamamoto.
Shūgorō Yamamoto (山本 周五郎, Yamamoto Shūgorō, 22 juin 1903 – 14 février 1967) est le nom de plume de Satomu Shimizu (清水 三十六, Shimizu Satomu), nouvelliste et romancier japonais de l'ère Shōwa. Il est connu pour ses ouvrages populaires et pour avoir publié des titres sous au moins quatorze noms d'auteur differents.

## Jeunesse
Yamamoto naît dans ce qui est à présent la ville d'Ōtsuki de la préfecture de Yamanashi, dans une famille pauvre. Le manque d'argent le contraint à abandonner l'école secondaire, mais il continue son éducation à temps partiel, tout en vivant comme pensionnaire au-dessus d'un magasin de livres d'occasion. Son pseudonyme vient du nom du magasin où il a vécu.

## Carrière littéraire
Yamamoto fait ses débuts littéraires avec une nouvelle intitulée Sumadera Fukin et une pièce de théâtre en trois actes, intitulée Horinji iki, tous deux publiés en 1926. Ses premières œuvres sont destinées principalement aux enfants. En 1932, il se tourne vers les histoires populaires pour adultes avec Dadara Dambei, qui reçoit peu d'attention du monde des lettres, aussi continue-t-il à écrire de populaires romans policiers et des récits d'aventures pour un public d'enfants. Il s'agit notamment d'une série de nouvelles sur des thèmes de samouraï de 1940-1945, et d'histoires sur les femmes héroïques de l'histoire 1942-1945, les deux thèmes étant éminemment appropriés pour le Japon du temps de guerre.
Sa préférence pour les romans historiques se poursuit dans la période d'après-guerre, avec Momi no ki wa nokotta (« Les Sapins demeurent ») et le Flower Mat. Ses œuvres se caractérisent par une sympathie marquée pour les opprimés, une aversion de l'autorité et un hommage aux vertus populaires traditionnelles. Son Nihon Fujin Fudoki (« Vie des grands femmes japonaises ») est en lice pour la 17e édition du prix Naoki, un des plus prestigieux prix littéraires japonais, mais Shūgorō le refuse, indiquant modestement que ses « écrits populaires » ne devraient pas être considérés comme de la « littérature ».
Nombre de ses livres sont adaptés au cinéma (Takashi Miike a filmé un de ses romans Sabu), ou en séries télévisées. Son roman Chiisakobé est adapté en manga sous le même titre par Minetarō Mochizuki entre 2012 et 2015.
Yamamoto meurt le 14 février 1967 à Yokohama de pneumonie aigüe ; sa tombe se trouve au cimetière public de Kamakura.

## Postérité
Un prix littéraire, le prix Shūgorō Yamamoto, est créé en 1987 à l'occasion du vingtième anniversaire de la fondation de la Société Shinchō pour la promotion des arts littéraires (Shinchō Bungei Shinkō Kai). Il est décerné chaque année à une nouvelle œuvre de fiction considérée comme représentative de l'art du conte. Le gagnant reçoit un cadeau et un prix en argent de 1 million de yen.
Plusieurs de ses œuvres ont été adaptées en film, séries télévisées ou autres : Akira Kurosawa a notamment adapté la nouvelle Nichinichi hei-an (film Sanjuro en 1962) et le roman Kisetsu no nai machi (film Dodes'kaden en 1970), Takashi Miike le roman Sabu (série télévisée en 2002) et Minetarō Mochizuki le roman Chiisakobee (manga Chiisakobé).

## Œuvres principales
- Vie des grands femmes japonaises (日本婦道記?) (1942–1945)
- Les Sapins demeurent (樅ノ木は残った?) (1954–1958)
- Barberousse (赤ひげ診療譚?) (1958) (Éditions du Rocher, 2009) (Poche : Litos, 2025)
- Le conte de Blue Beka Boat (青べか物語?) (1960)
- Une Ville sans saisons (季節のない街?) (1962)
- Sabu (さぶ?) (1963)

## Adaptations de ses œuvres au cinéma
- 1967 : La Rivière des larmes (なみだ川, Namidagawa?) de Kenji Misumi